# エドガル・サリ
エドガル・ニケイス・コンスタン・サリ（Edgard Nicaise Constant Salli, 1992年8月17日 - ）は、カメルーン・ガルア出身のサッカー選手。オリンピアコス・ニコシア所属。ポジションはフォワード。

## 経歴

### クラブ
2009年からコトンスポール・ガルアに所属し、2011年7月、フランスのASモナコに3年契約で移籍した。8月1日、USブローニュ戦でデビューを果たし、8月19日、アミアンSC戦で初ゴールを記録した。
2016年7月21日、1.FCニュルンベルクに移籍した。

### 代表
カメルーン代表として2011年にアフリカユース選手権に出場し、2ゴールを記録した。
2011年10月、赤道ギニア戦でA代表デビューを果たした。2014年6月7日のモルドバとの親善試合で代表初得点を挙げた。

## 所属クラブ
- コトンスポール・ガルア 2009-2011
- ASモナコ 2011-2016

→ RCランス 2013-2014
→ アカデミカ・コインブラ 2014-2015
→ FCザンクト・ガレン 2015-2016
- 1.FCニュルンベルク 2016-2019
- シェプシOSKスフントゥ・ゲオルゲ 2019-2020
- オリンピアコス・ニコシア 2020-

## 代表歴

### 出場大会
- カメルーン代表
  - 2014 FIFAワールドカップ

### 試合数
- 国際Aマッチ 39試合 4得点（2011年-2019年）[1]

| カメルーン代表 | 国際Aマッチ | 国際Aマッチ |
| 年             | 出場        | 得点        |
| -------------- | ----------- | ----------- |
| 2011           | 3           | 0           |
| 2012           | 4           | 0           |
| 2013           | 0           | 0           |
| 2014           | 9           | 1           |
| 2015           | 9           | 1           |
| 2016           | 8           | 2           |
| 2017           | 3           | 0           |
| 2018           | 2           | 0           |
| 2019           | 1           | 0           |
| 通算           | 39          | 4           |

## タイトル

### クラブ
コトンスポール・ガルア
- カメルーン・プレミア・ディビジョン 2010, 2011

### 代表
カメルーン代表
- アフリカネイションズカップ : 2017